# Liste des cantons électoraux de Belgique
Ne doit pas être confondu avec Canton (Belgique).
Cet article présente la liste des cantons électoraux de Belgique. À ne pas confondre avec les cantons judiciaires, dont les territoires ne correspondent pas forcément.
Les cantons électoraux belges sont classés de la manière suivante :
- avec la mention du district provincial si celui-ci ne correspond pas au canton
- par arrondissement
- par circonscription.

## Région de Bruxelles Capitale[1]

### Circonscription de Bruxelles
| - Arrondissement de Bruxelles-Capitale - Anderlecht : Anderlecht et Berchem-Sainte-Agathe - Bruxelles - Ixelles : Auderghem, Ixelles et Watermael-Boisfort - Molenbeek-Saint-Jean : Ganshoren, Jette, Koekelberg et Molenbeek-Saint-Jean - Saint-Gilles - Saint-Josse-ten-Noode : Etterbeek, Saint-Josse-ten-Noode, Woluwé-Saint-Lambert et Woluwé-Saint-Pierre - Schaerbeek : Evere et Schaerbeek - Uccle : Forest et Uccle |

## Région flamande

### Circonscription deLouvain
| - Arrondissement de Louvain - district de Diest - Aarschot - Diest - Haacht - Landen - Louvain - district de Tirlemont - Glabbeek - Léau - Tirlemont |

| - Arrondissement de Hal-Vilvorde - district de Hal - Asse - Hal - Lennik - district de Vilvorde - Meise - Vilvorde - Zaventem |

### Circonscription d'Anvers
| - Arrondissement d'Anvers - Anvers - district de Boom - Boom - Kontich - district de Kapellen - Brecht - Kapellen - Zandhoven |

| - Arrondissement de Malines - district de Lierre - Duffel - Heist-op-den-Berg - Lierre - district de Malines - Malines - Puurs |

| - Arrondissement de Turnhout - district de Herentals - Herentals - Westerlo - district de Mol - Arendonk - Mol - district de Turnhout - Hoogstraten - Turnhout |

### Circonscription deFlandre-Orientale
| - Arrondissement d'Alost - Alost - district de Grammont - Grammont - Ninove - district de Zottegem - Herzele - Zottegem |

| - Arrondissement d'Audenarde - district d'Audenarde - Audenarde - Kruishoutem - district de Renaix - Brakel - Horebeke - Renaix |

| - Arrondissement de Gand - district de Deinze - Deinze - Nazareth - Nevele - district d'Evergem - Evergem - Waarschoot - Zomergem - Gand - district de Lochristi - Destelbergen - Lochristi - Merelbeke |

| - Arrondissement d'Eeklo - district d'Eeklo - Assenede - Eeklo - Kaprijke |

| - Arrondissement de Saint-Nicolas - district de Saint-Nicolas - Lokeren - Saint-Nicolas - district de Tamise - Beveren-Waas - Saint-Gilles-Waes - Tamise |

| - Arrondissement de Termonde - district de Termonde - Termonde - Wetteren - district de Zele - Hamme - Zele |

### Circonscription deFlandre-Occidentale
| - Arrondissement de Bruges - district de Bruges - Bruges - Thourout - Arrondissement de Courtrai - district de Courtrai - Avelgem - Courtrai - Harelbeke - Menin - Arrondissement de Dixmude - Dixmude |

| - Arrondissement de Furnes - district de Furnes - Furnes - Nieuport - Arrondissement de Roulers - district d'Izegem - Hooglede - Izegem - Lichtervelde - Roulers - Arrondissement d'Ostende - district d'Ostende - Gistel - Ostende |

| - Arrondissement d'Ypres - district de Poperinge - Messines - Poperinge - district d'Ypres - Vleteren - Wervik - Ypres - Zonnebeke - Arrondissement de Tielt - district de Tielt - Meulebeke - Oostrozebeke - Ruiselede - Tielt |

### Circonscription deLimbourg
| - Arrondissement de Hasselt - Beringen - Genk - Hasselt - Herck-la-Ville - Saint-Trond |

| - Arrondissement de Tongres - Bilzen - Looz - Maasmechelen - district de Tongres - Fourons - Riemst - Tongres |

| - Arrondissement de Maaseik - Brée - Maaseik - Neerpelt - Peer |

## Région wallonne[2]

### Province duBrabant Wallon
| Arrondissement de Nivelles - District de Nivelles - Canton de Nivelles - Nivelles - Braine-l'Alleud - Braine-le-Château - Ittre - Rebecq - Tubize - Waterloo - Canton de Genappe - Genappe - Villers-la-Ville |

| - District de Wavre - Canton de Wavre - Wavre - Chaumont-Gistoux - Court-Saint-Etienne - Grez-Doiceau - La Hulpe - Lasne - Ottignies-Louvain-la-Neuve - Rixensart |

| - Canton de Jodoigne - Jodoigne - Beauvechain - Hélécine - Incourt - Orp-Jauche - Ramillies - Canton de Perwez - Perwez - Chastre - Mont-Saint-Guibert - Walhain |

### Province deHainaut
| Arrondissement d'Ath - District d'Ath - Canton de Ath - Ath - Canton de Beloeil - Beloeil - Bernissart - Canton de Chièvres - Chièvres - Brugelette - Canton de Enghien - Enghien - Silly - Canton de Flobecq - Flobecq - Ellezelles - Canton de Frasnes-lez-Anvaing - Frasnes-lez-Anvaing - Canton de Lessines - Lessines - Arrondissement de Charleroi - District de Charleroi - Canton de Charleroi - Charleroi - District de Châtelet - Canton de Châtelet - Châtelet - Aiseau-Presles - Farciennes - Fleurus - Gerpinnes - District de Fontaine-l'Évêque - Canton de Fontaine-l'Évêque - Fontaine-l'Évêque - Chapelle-lez-Herlaimont - Courcelles - Montigny-le-Tilleul - Canton de Pont-à-Celles - Pont-à-Celles - Les Bons Villers |

| Arrondissement de La Louvière - District de La Louvière - Canton de La Louvière - La Louvière - Canton de Binche - Binche - Estinnes - Morlanwelz Arrondissement de Mons - District de Mons - Canton de Mons - Mons - District de Boussu - Canton de Boussu - Boussu - Hensies - Quaregnon - Saint-Ghislain - Canton de Dour - Dour - Colfontaine - Honnelles - Quiévrain - Canton de Frameries - Frameries - Quévy - Canton de Lens - Lens - Jurbise Arrondissement de Soignies - District de Soignies - Canton de Soignies - Soignies - Braine-le-Comte - Écaussinnes - Canton de Le Roeulx - Le Roeulx - Canton de Seneffe - Seneffe - Manage |

| Arrondissement de Thuin - District de Thuin - Canton de Thuin - Thuin - Ham-sur-Heure-Nalinnes - Lobbes - Canton de Anderlues - Anderlues - Canton de Beaumont - Beaumont - Froidchapelle - Sivry-Rance - Canton de Chimay - Chimay - Momignies - Canton de Merbes-le-Château - Merbes-le-Château - Erquelinnes Arrondissements de Tournai et de Mouscron - District de Tournai - Canton Tournai - Tournai - Canton de Antoing - Antoing - Brunehaut - Rumes - Canton de Celles - Celles - Mont-de-l'Enclus - Canton de Comines-Warneton - Comines-Warneton - Canton de Estaimpuis - Estaimpuis - Pecq - Canton de Leuze-en-Hainaut - Leuze-en-Hainaut - Canton de Péruwelz - Péruwelz - Canton de Mouscron - Mouscron |

### Province deLiège
| Arrondissement de Huy - District de Huy - Canton de Huy - Huy - Amay - Marchin - Wanze - Canton de Ferrières - Ferrières - Canton de Héron - Héron - Burdinne - Canton de Nandrin - Nandrin - Anthisnes - Clavier - Engis - Hamoir - Modave - Ouffet - Tinlot - Canton de Verlaine - Verlaine - Villers-le-Bouillet |

| Arrondissement de Liège - District de Liège - Canton de Liège - Liège - District de Fléron - Canton de Fléron - Fléron - Beyne-Heusay - Blegny - Chaudfontaine - Soumagne - Trooz - Canton d'Aywaille - Aywaille - Comblain-au-Pont - Esneux - Sprimont - District de Saint-Nicolas - Canton de Saint-Nicolas - Saint-Nicolas - Ans - Canton de Grâce-Hollogne - Grâce-Hollogne - Awans - Flémalle - District de Seraing - Canton de Seraing - Seraing - Neupré - District de Visé - Canton de Visé - Visé - Dalhem - Canton de Bassenge - Bassenge - Juprelle - Oupeye - Canton de Herstal - Herstal |

| Arrondissement de Verviers - District de Verviers - Canton de Verviers - Verviers - Olne - Canton de Malmedy - Malmedy - Waimes - Canton de Spa - Spa - Pepinster - Theux - Canton de Stavelot - Stavelot - Lierneux - Stoumont - Trois-Ponts - District de Dison - Canton de Dison - Dison - Canton d'Aubel - Aubel - Plombières - Canton de Herve - Herve - Thimister-Clermont - Canton de Limbourg - Limbourg - Baelen - Jalhay - Welkenraedt - District d'Eupen - Canton d'Eupen - Eupen - La Calamine - Lontzen - Raeren - Canton de Saint-Vith - Saint-Vith - Amblève - Bullange - Burg-Reuland - Bütgenbach |

| Arrondissement de Waremme - District de Waremme - Canton de Waremme - Waremme - Berloz - Crisnée - Donceel - Faimes - Fexhe-le-Haut-Clocher - Geer - Oreye - Remicourt - Saint-Georges-sur-Meuse - Canton de Hannut - Hannut - Braives - Lincent - Wasseiges |

### Province deLuxembourg
| Arrondissement d'Arlon - District d'Arlon - Canton d'Arlon - Arlon - Attert - Martelange - Canton de Messancy - Messancy - Aubange Arrondissement de Bastogne - District de Bastogne - Canton de Bastogne - Bastogne - Canton de Fauvillers - Fauvillers - Canton d'Houffalize - Houffalize - Canton de Sainte-Ode - Sainte-Ode - Vaux-sur-Sûre - Canton de Vielsalm - Vielsalm - Gouvy |

| Arrondissement de Marche-en-Famenne - District de Marche-en-Famenne - Canton de Marche-en-Famenne - Marche-en-Famenne - Hotton - Canton de Durbuy - Durbuy - Canton d'Érezée - Érezée - Manhay - Canton de La Roche-en-Ardenne - La Roche-en-Ardenne - Rendeux - Tenneville - Canton de Nassogne - Nassogne |

| Arrondissement de Neufchâteau - District de Neufchâteau - Canton de Neufchâteau - Neufchâteau - Léglise - Libramont-Chevigny - Canton de Saint-Hubert - Saint-Hubert - Libin - District de Bouillon - Canton de Bouillon - Bouillon - Canton de Paliseul - Paliseul - Bertrix - Herbeumont - Canton de Wellin - Wellin - Daverdisse - Tellin |

| Arrondissement de Virton - District de Virton - Canton de Virton - Virton - Meix-devant-Virton - Musson - Rouvroy - Saint-Léger - Canton d'Étalle - Étalle - Habay - Tintigny - Canton de Florenville - Florenville - Chiny |

### Province deNamur
| Arrondissement de Dinant - District de Dinant - Canton de Dinant - Dinant - Anhée - Hastière - Onhaye - Yvoir - Canton de Beauraing - Beauraing - Houyet - Canton de Gedinne - Gedinne - Bièvre - Vresse-sur-Semois - District de Ciney - Canton de Ciney - Ciney - Hamois - Havelange - Somme-Leuze - Canton de Rochefort - Rochefort |

| Arrondissement de Namur - District de Namur - Canton de Namur - Namur - Assesse - District d'Andenne - Canton d'Andenne - Andenne - Gesves - Ohey - Canton d'Éghezée - Éghezée - Fernelmont - La Bruyère - District de Gembloux - Canton de Gembloux - Gembloux - Jemeppe-sur-Sambre - Sambreville - Sombreffe - Canton de Fosses-la-Ville - Fosses-la-Ville - Floreffe - Mettet - Profondeville |

| Arrondissement de Philippeville - District de Philippeville - Canton de Philippeville - Philippeville - Cerfontaine - Doische - Canton de Couvin - Couvin - Viroinval - Canton de Florennes - Florennes - Canton de Walcourt - Walcourt |